# Schirm-Magnolie
Die Schirm-Magnolie (Magnolia tripetala) ist eine Pflanzenart aus der Gattung der Magnolien. Sie stammt aus dem südöstlichen Nordamerika.

## Beschreibung

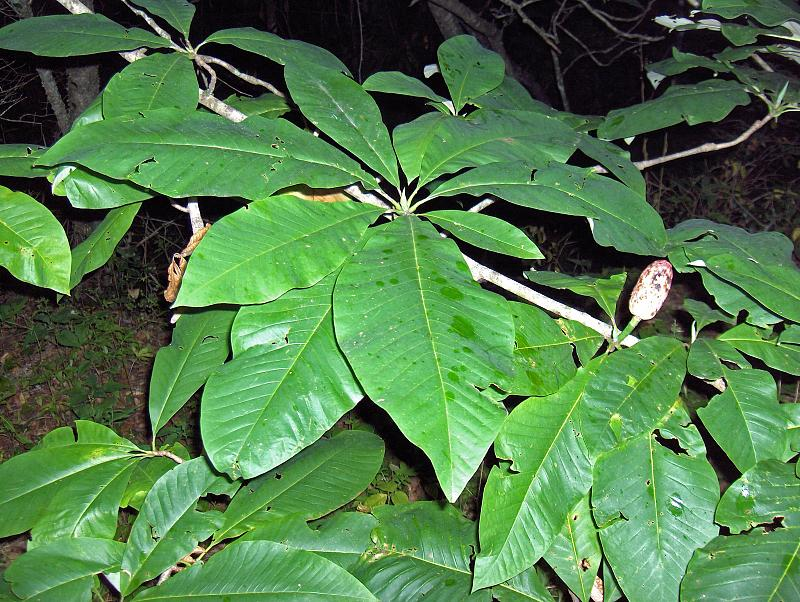
Zweig mit Laubblättern

### Erscheinungsbild und Blatt
Die Schirm-Magnolie wächst als kleiner bis mittelgroßer Baum, oft mehrstämmig, und erreicht Wuchshöhen von 9 bis 15 Meter. Die Stämme besitzen eine glatte, graue Rinde und an jungen Zweigen ist sie kahl sowie purpur-braun, oft wie wachsartig überzogen. Die Blattknospen sind kahl.
Die wechselständig an den Enden der Zweige quirlartig gehäuftstehenden Laubblätter sind in Blattstiel und -spreite gegliedert. Der Blattstiel ist 3 bis 4 Zentimeter lang. Die relativ dünne, einfache, relativ große, ganzrandige Blattspreite ist bei einer Länge von meist 26 bis 57 (10 bis 70) Zentimeter und einer Breite von (7,2 bis) 10 bis 30 Zentimeter elliptisch-länglich bis verkehrt-eiförmig mit einer spitzen bis bespitzten Spitze. Die Blattunterseite ist beim Austrieb, vor allem die Mittelrippe, behaart. Die früh abfallenden Nebenblätter sind bei einer Länge von meist 6,6 bis 9,4 (4 bis 10) Zentimeter und einer Breite von 2,6 bis 3,7 Zentimeter relativ groß und unterseits rot drüsig, spärlich weich behaart.

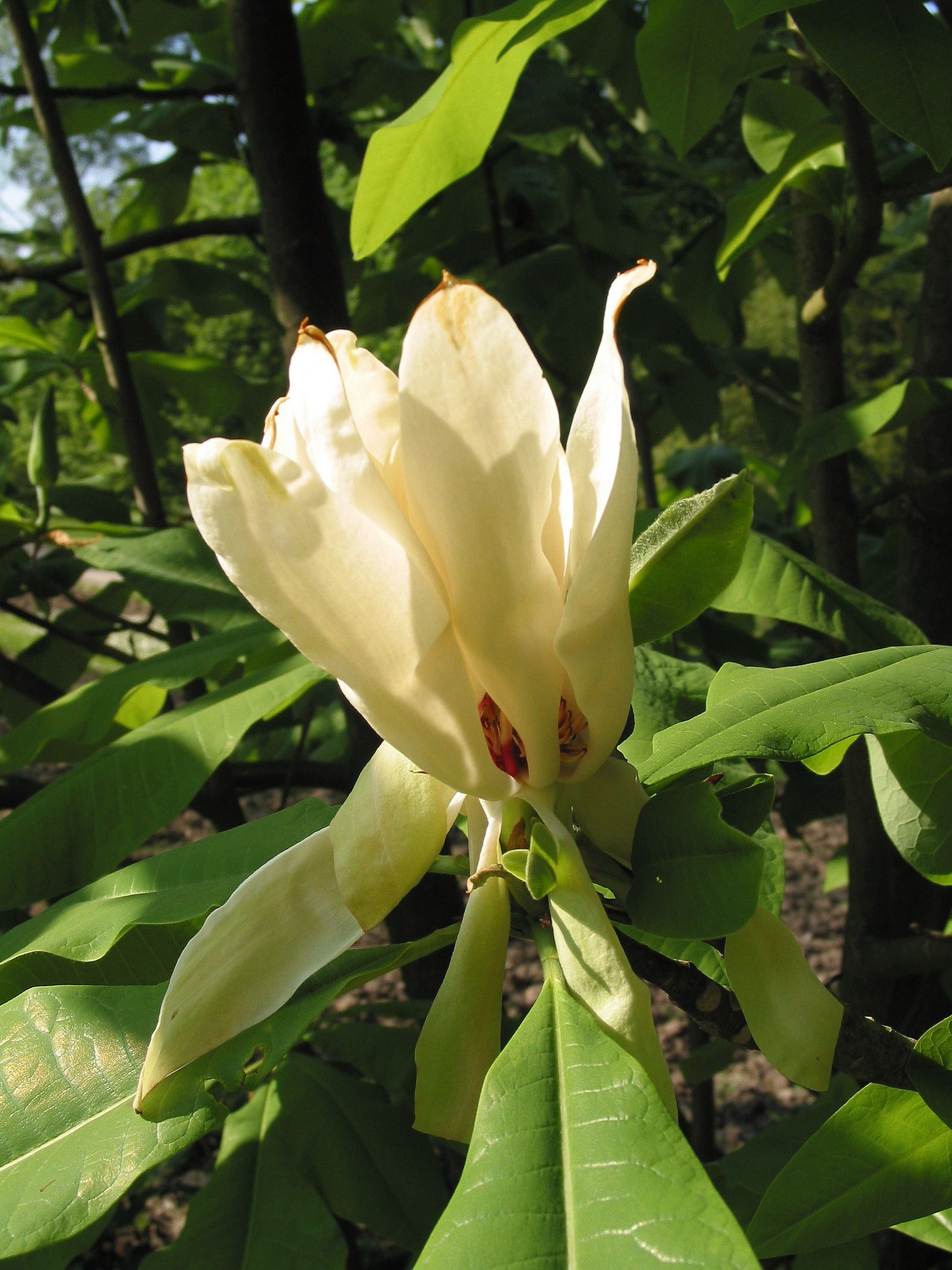
Zweigende mit Blüte

### Blüte
Die Blütenknospen werden von zwei knospenschuppenartigen Hochblättern umfasst. Die Blüten stehen am Ende der Zweige an 5 bis 7 Zentimeter langen Blütenstielen.
Die 15 bis 25 Zentimeter großen Blüten öffnen sich im Frühjahr (April bis Mai) etwa während des Laubaustriebes und verströmen einen unangenehmen Geruch. Der äußere Kreis aus drei Blütenhüllblättern ist grünlich, diese sind zurückgebogen. Weitere sechs (manchmal auch nur drei oder bis zu neun) Blütenhüllblätter sind weiß und stehen aufrecht. Die 80 bis 100 Staubblätter sind einen bis 2,5 Zentimeter lang mit violetten Staubfäden. Es sind 50 bis 70 Stempel vorhanden.

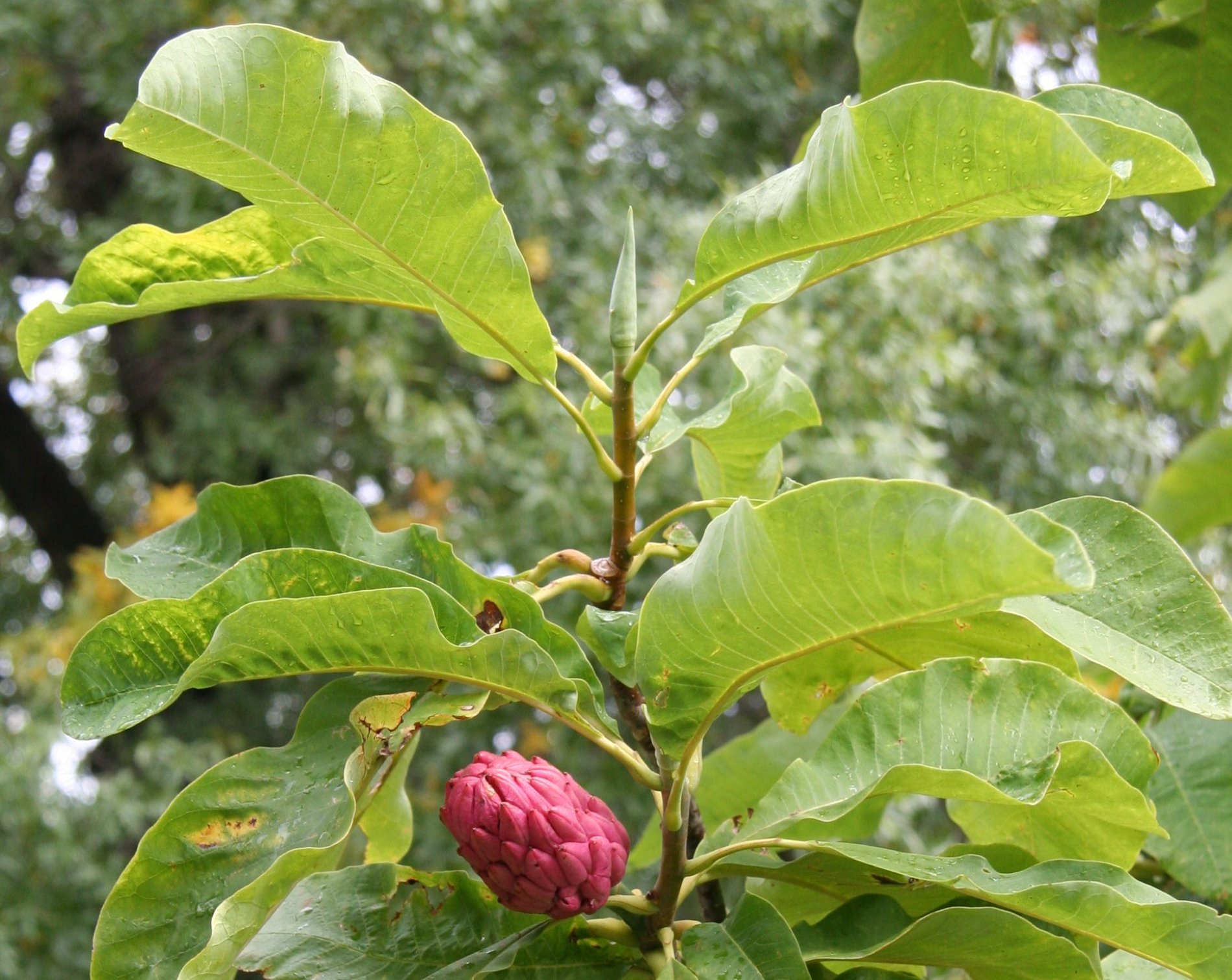
Zweig mit Fruchtstand

### Fruchtstand, Frucht und Samen
Der zapfenartige Fruchtstand (Follicetum) ist walzen- bis eiförmig und anfangs purpur-rot gefärbt. Er besitzt eine Länge von 6 bis 11 Zentimeter sowie eine Breite von 2 bis 3,5 Zentimeter und die einzelnen Balgfrüchte sind langgeschnäbelt sowie kahl. Die Samen sind linsenförmig bis rundlich. Die Sarkotesta ist rosafarben bis rot. Die Früchte reifen von Juli bis Oktober.

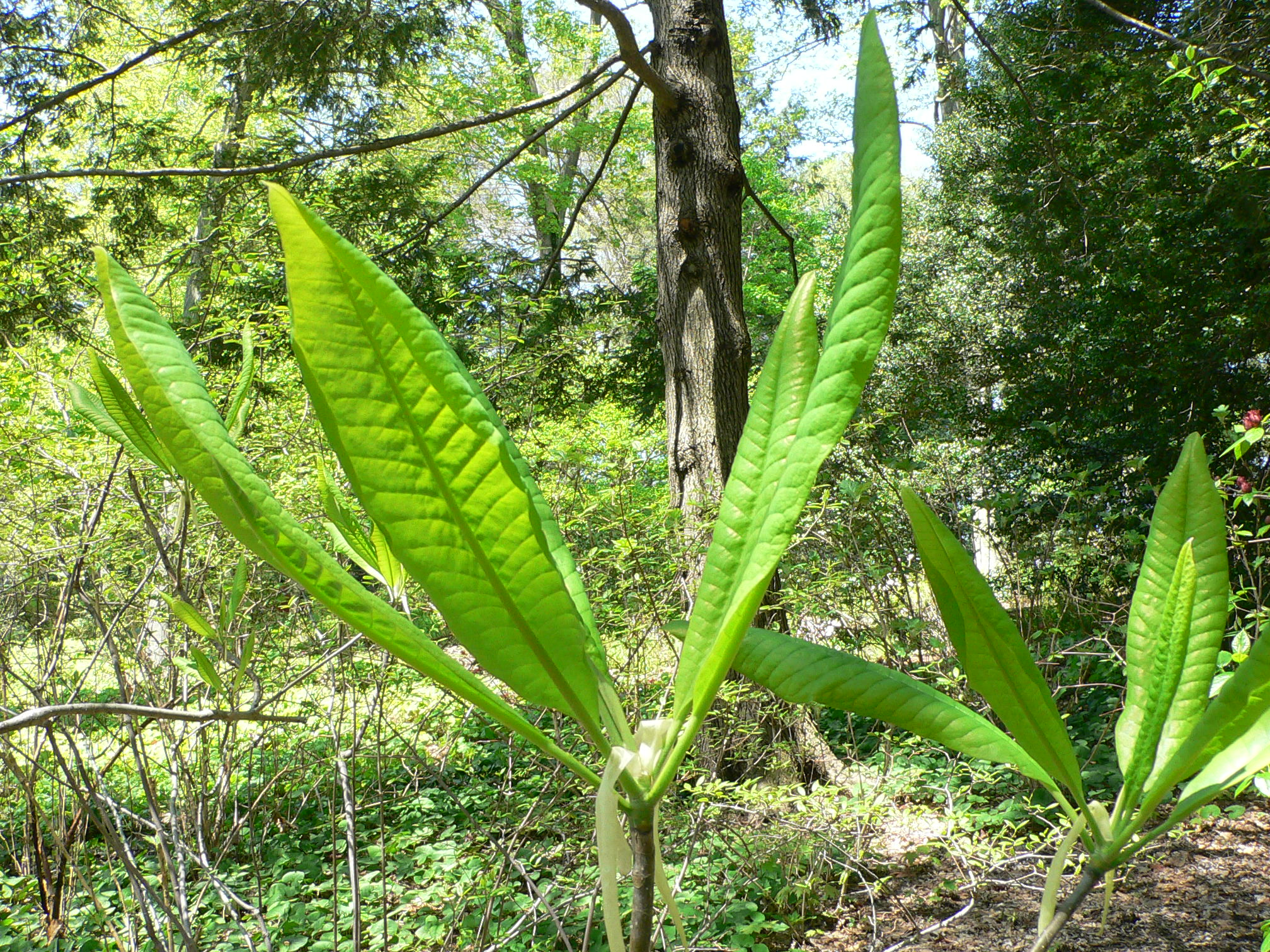
Blätter im Austrieb

## Verbreitung
Die Schirm-Magnolie stammt aus dem südöstlichen Nordamerika, vor allem das Bergland der Appalachen wird bis in Höhenlagen von 1000 Metern besiedelt. Vereinzelt trifft man sie auch in der Ebene bis zur Atlantikküste an. Innerhalb des großen Verbreitungsgebietes ist die Schirm-Magnolie nirgends besonders häufig. Das Verbreitungsgebiet erstreckt sich von Oklahoma bis zu den östlichen Vereinigten Staaten.
Die Standorte sind gut mit Wasser und Nährstoffen versorgte Wälder und Schluchtwälder.

## Verwendung
Selten wird die Schirm-Magnolie als Ziergehölz verwendet. Die Blüten sind nicht sehr auffällig und besitzen einen unangenehmen Geruch, die roten Früchte sind allerdings ein interessanter Anblick.
Die Schirm-Magnolie ist auch in Europa in Baumschulen erhältlich, in den USA sind gelegentlich auch einige Sorten zu sehen:
- 'Bloomfield' – Große Blätter und Blüten, Früchte hell rosa bis fast weiß
- 'Koeler' – schmal pyramidenförmige Krone
- 'Woodlawn' – Blüten etwas größer, Früchte sehr groß

Weiter existieren einige benannte Kreuzungen:
- 'Silver Parasol' – Magnolia obovata × Magnolia tripetala
- 'Charles Coates' – Magnolia sieboldii × Magnolia tripetala
- Magnolia × thompsoniana 'Urbana' – Magnolia tripetala × Magnolia virginiana

## Systematik
Das Artepitheton tripetala wurde von Carl von Linné vergeben, der sie 1753 als Varietät von Magnolia virginiana einstufte. Aber 1759 anerkannte er sie als eigene Art. Der Name tripetala ist missverständlich, denn die Schirm-Magnolie besitzt nicht drei Petalen, sondern meist sechs; dafür aber drei Sepalen bzw. äußere Tepalen. Desrousseaux versuchte diesen aus fachlicher Sicht falschen Namen 1791 durch Magnolia umbrella zu ersetzen, die Nomenklatur-Regeln zwingen aber dazu, Linnés zuerst publizierten Namen zu verwenden.
Magnolia tripetala gehört zur Subsektion Rhytidospermum aus der Sektion Rhytidospermum in der Untergattung Magnolia innerhalb der Gattung Magnolia. Nächste Verwandte sind die in Ostasien beheimateten Magnolia obovata, Magnolia officinalis und Magnolia rostrata. Weitere Magnolien, die im südöstlichen Nordamerika wachsen und der Schirm-Magnolie nahestehen, sind Magnolia fraseri und die Großblättrige Magnolie (Magnolia macrophylla).